# خنگ بنار
خنگ بنار، روستایی از توابع بخش مرکزی شهرستان گچساران در استان کهگیلویه و بویراحمد ایران است.

ده خنگ بنار در شمال شهرستان گچساران قرار دارد. 
این ده از سال ۱۲۳۶ تا کنون متعلق به  خاندان اسدزاده می باشد..امامزاده بی بی جهان در بالای کوه قرار دارد.که داری یک چشمه اب سرد و باغ با درختان انار و انگور می باشد.که از گذشته تا کنون توسط این خانواده نگهداری و حفاظت شده است.